# Kostel svatého Petra a Pavla (Rančířov)
Kostel svatého Petra a Pavla se nachází na severovýchodním okraji obce Rančířov. Je to farní kostel římskokatolické farnosti Rančířov u Jihlavy. Jde o jednolodní gotickou stavbu s románským jádrem a pozdější barokní přestavbou. Kostel stojí uprostřed hřbitovního areálu ohrazeném zdí, součástí zdi jsou dvě barokní brány. Při kostele stojí boží muka z 18. století a pamětní kámen. Kostel je chráněn jako kulturní památka České republiky.

## Historie
Kostel byl postaven snad někdy v druhé polovině 13. století, nicméně se také uvádí datace zhruba třicátých let 13. století, také se uvádí rok 1400, který je zmiňován na letopočtu uvnitř kostela. Mezi lety 1305 a 1530 kostel spadal pod patronát premonstrátů v Gerasu v Rakousku. V roce 1530 přešel kostel pod patronát města Jihlavy. Kolem roku 1400 byl kostel přestavěn, byl goticky zaklenut a mezi lety 1442 a 1443 byl v kostele upraven krov střechy. Ve čtyřicátých letech 15. století byl kostel opět přestavěn, bylo zbořeno původní kněžiště a bylo postaveno nové, v tu dobu také byla přistavěna sakristie na severním okraji kostela a také byla nejspíš přistavěna kaple svatých Tří králů. 
V roce 1662 byl kostel silně poničen, nicméně jedna část kostela byla opravena. V tu dobu také byl kostel zasvěcen svatému Havlovi, ale při další kontrole v roce 1670 se již uvádí opět zasvěcení svatým Petru a Pavlovi. V roce 1663 byl kostel opravován, byla v tu dobu opravena kaple svatých Tří králů a také byl přelit původní zvon. Dva zvony byly také pořízeny a pověšeny do zvonice, která pak byla stržena a byla postavena nová hranolová věž. V letech 1784 až 1790 byl kostel opět upravován a byl přestavěn závěr kněžiště a mezi lety 1792 a 1793 byla postavena sakristie na jižním okraji kostela. Mezi lety 1853 a 1854 byl kostel opraven včetně střechy, postupně byly opraveny i krovy a věžní báň. V roce 1900 pak byl interiér kostela přebudován. V roce 2009 byla rekonstruována socha, která byla součástí jednoho z náhrobků přilehlého hřbitova, později byla umístěna do interiéru kostela. V témže roce byl kostel kompletně odvlhčen.